# Doro Pesch
Dorothee Pesch (Düsseldorf, 3 giugno 1964) è una cantante tedesca, heavy metal, membro di gruppi quali Warlock e Doro.
È una delle più note voci femminili nella scena heavy metal degli anni ottanta, periodo in cui dominavano soprattutto cantanti maschili.

## Biografia

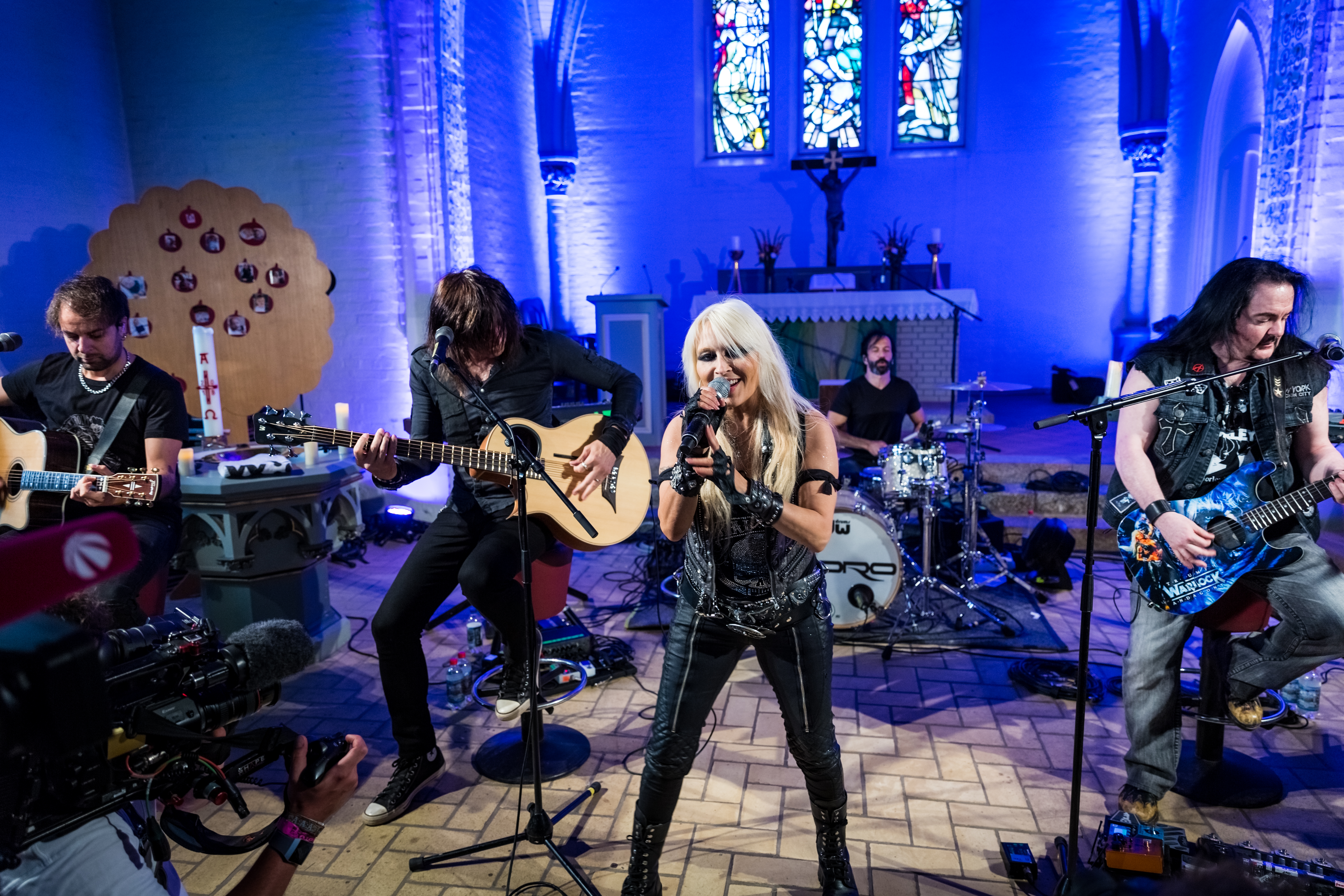
Doro e il suo gruppo all'interno della Metal Church, al Wacken Open Air 2018

Originariamente, Doro faceva parte di una heavy metal band tedesca chiamata Snakebite, che abbandonò nel 1983, formando nello stesso anno i Warlock. Verso la fine dell'anno, il gruppo realizza una prima demo e firma per l'etichetta indipendente Mausoleum Records. A novembre inizieranno invece a comporre alcuni nuovi brani ed a registrare il loro primo album. Agli inizi del 1984 i Warlock pubblicano il loro debutto Burning the Witches mentre nel 1985 firmeranno per la major Polygram Records. Rispettivamente nel 1985 e 1986 vengono pubblicati due album, Hellbound e True as Steel. Il 1987 è l'anno del quarto ed ultimo album (considerato da molti il loro miglior lavoro) Triumph and Agony, che viene accompagnato anche dai video delle canzoni "All We Are" e "Für Immer". L'anno successivo però, il gruppo deciderà di sciogliersi e così diede inizio alla carriera solista, che forma i Doro.
Nel febbraio 1989 il gruppo pubblica il suo primo album ufficiale, Force Majeure accompagnato dai video delle canzoni "Hard Times" e "A Whiter Shade of Pale". La formazione di Force Majeure vede alla batteria l'ex Rainbow Bobby Rondinelli, alla chitarra Jon Levin e al basso l'ex Warlock Tommy Henriksen. Nel maggio dell'anno successivo invece è il turno del loro secondo album, intitolato semplicemente Doro che venne prodotto dal leggendario bassista dei Kiss Gene Simmons. Anche in questo caso è circondata da una all-star band: Tommy Thayer (Black 'N Blue), e Lanny Cordola (House of Lords) alla chitarra; Chuck Wright (Quiet Riot, House of Lords, Impellitteri) al basso e altri musicisti fra cui Kevin Valentine (Kiss, Cinderella) alla batteria, e Paul Morris (Rainbow, From the fire) alle tastiere.
Nel 1991 venne pubblicata la raccolta Rare Diamonds, che contiene canzoni delle sue due band, Doro e Warlock. Sempre nel '91 viene pubblicato anche il terzo lavoro dei Doro, True At Heart. Durante gli anni seguenti, la band pubblica album dopo album, alternando grandi concerti e tour in tutto il mondo. Escono, nel 1993 Angels Never Die, album prodotto da Jack Ponti che partecipa anche al songwriting del disco; nel 1995 Machine II Machine; nel 1998 Love Me in Black. Durante la fine del decennio escono anche altre raccolte dedicate ai Warlock e ai Doro, come Warlock Earthshaker Rock, Doro: Best of e Doro: The Ballads.
Nel 2000, la cantante tedesca fa un'apparizione al concerto del venticinquennale di attività dei Motörhead per la canzone "Born to Raise Hell", che verrà anche pubblicata su DVD (25 & Alive Boneshaker) e su CD (Live at Brixton Academy). Parteciperà anche ad un tribute dei Dio con il brano "Egypt".
L'inizio del 2000 si presenta comunque molto prolifico per la band, che pubblica Calling The Wild e Fight, nel 2002. Il 2003 coincide con il ventesimo anniversario di attività della cantante, che festeggia con il suo gruppo il 13 dicembre, accompagnato anche da altri musicisti come alcuni membri degli U.D.O., Blaze Bayley, Lemmy e Mikkey Dee dei Motörhead.
Un'importante testimonianza delle esibizioni live di Doro di quel periodo si può trovare all'interno del DVD musicale del 2003 Für Immer ricco di materiale interessante che comprende un concerto registrato in una grotta a Balve durante il Fight tour e una raccolta di tutti i suoi videoclip.
Nel 2004 registra un concerto dal vivo Classic diamonds avvalendosi della collaborazione dell'orchestra sinfonica di Bochum con in scaletta i suoi pezzi più famosi.
Nel 2006 viene pubblicato il disco Warrior soul dove Doro dimostra ancora una volta che è in grado di suonare del buon rock come ai vecchi tempi. L'album è aperto dal brano You're my family dedicata ai suoi fans e continua con i pezzi in stile hard rock Haunted heart, Thunderspell e Ungebrochen. È presente anche una canzone incisa nella sua lingua madre In liebe und freundschaft. Doro parte per il tour promozionale e arriva anche in Italia, precisamente a Milano, Firenze e Treviso.

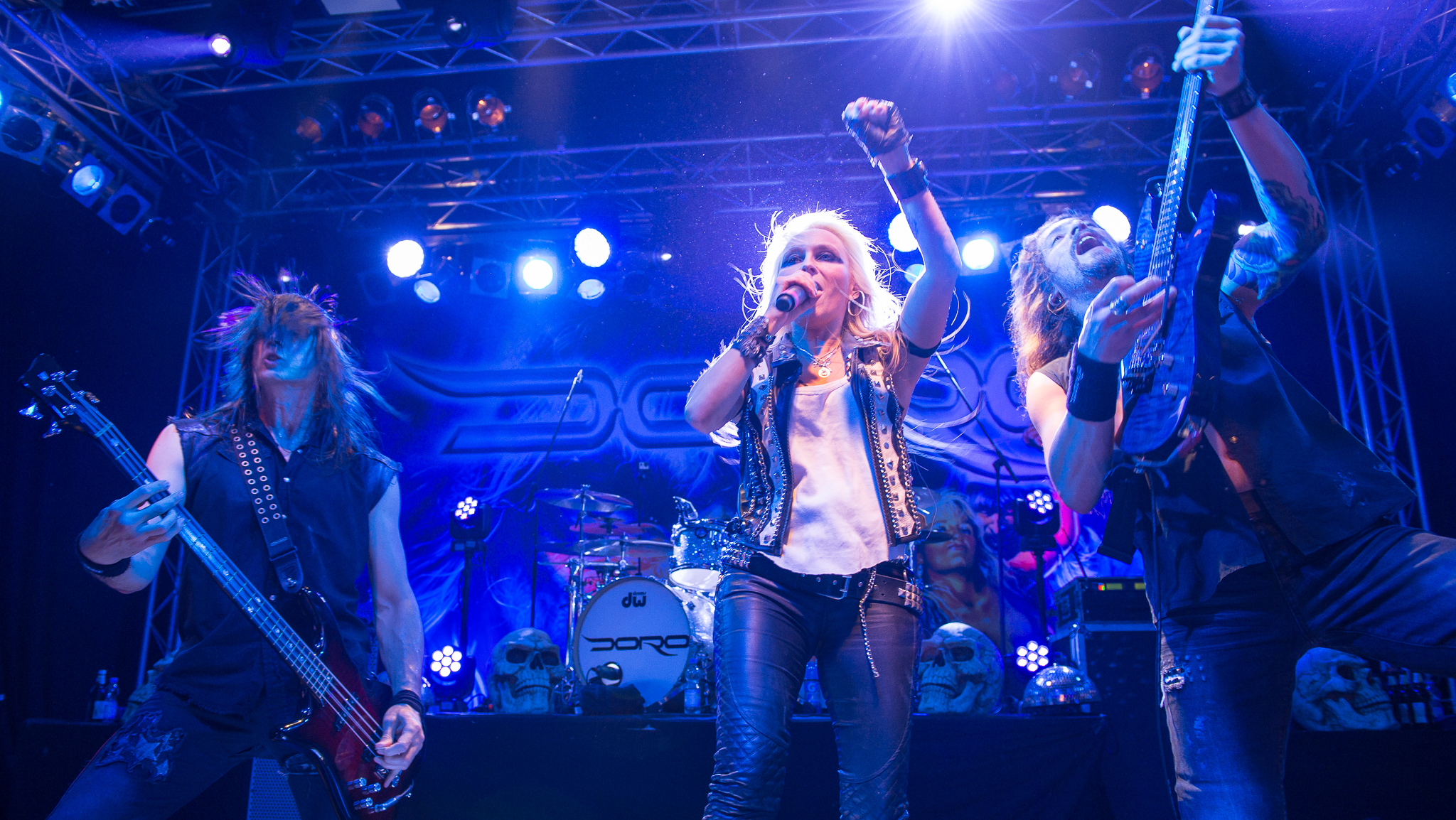
Doro e il suo gruppo alla Löwensaal nel 2015

Fear no evil è il titolo dell'album in studio del 2009, comprendente 11 brani nel suo stile classico. Il disco si apre con la solida Night of the Warlock e prosegue degnamente con Running from the Devil dove Doro sfoggia la sua voce cattiva come negli anni ottanta mentre Celebrate e 25 Years rappresentano un bilancio della sua lunga carriera.
Nel 2010 viene distribuito il cofanetto 25 Years in Rock, contenente 2 DVD e 1 CD con inciso il concerto che ha celebrato il venticinquesimo anniversario della carriera di Doro Pesch. L'esibizione risale al 13 dicembre 2008 e si è tenuto a Düsseldorf di fronte a 8.000 fans scatenati. All'interno dell'evento, Doro canta Big City Nights e Rock You Like a Hurricane assieme a Klaus Meine e Rudolph Schenker degli Scorpions prima che salgano sul palco i Warlock, con la formazione del 1986.
Il 18 maggio 2012 è stato annunciato il nome del nuovo album in studio al quale Doro sta lavorando, Raise Your Fist, preceduto dall'EP Raise Your Fist In The Air che verrà pubblicato il 3 agosto dalla Nuclear Blast.
Nel 2016 partecipa al brano A Dream that Cannot Be contenuto nell'album Jomsviking del gruppo svedese Amon Amarth.

## Discografia

### Warlock

#### Album in studio
- 1984 – Burning the Witches
- 1985 – Hellbound
- 1986 – True as Steel
- 1987 – Triumph and Agony

#### EP
- 1985 – You Hurt My Soul

#### Raccolte
- 1991 – Rare Diamonds

### Doro

#### Album in studio
- 1989 – Force Majeure
- 1990 – Doro
- 1991 – True at Heart
- 1993 – Angels Never Die
- 1992 – Doro Live
- 1995 – Machine II Machine
- 1998 – Love Me in Black
- 2000 – Calling the Wild
- 2002 – Fight
- 2004 – Classic Diamonds
- 2006 – Warrior Soul
- 2009 – Fear No Evil
- 2012 – Raise Your Fist
- 2018 - Forever Warriors, Forever United

#### EP
- 2005 – In Liebe und Freundschaft

#### Album dal vivo
- 2010 – 25 Years in Rock

#### Raccolte
- 1991 – Rare Diamonds
- 1998 – The Ballads
- 1998 – Best of Doro